# Hayden Jacobs
Pour les articles homonymes, voir Jacobs.
Hayden Jacobs, né le 1er juin 1989, est un céiste sud-africain pratiquant le slalom.

## Carrière
Il est médaillé de bronze en C2 avec Iain Rennie aux Championnats d'Afrique de slalom 2009 à Cradock. 